# Rocklunda IP
Rocklunda IP är ett område för idrott, i stadsdelen Rocklunda i Västerås. Det är den största sammanhållna idrottsanläggningen i Sverige. Här finns utomhus- och inomhusarenor för idrott, fritid, mässor, utställningar, konserter och konferenser mm. Utomhusområdet omfattar ca 1,5 kvadratkilometer. Rocklunda ligger cirka 2 kilometer från Västerås centrum.

## Bandystadion
ABB Arena Syd är en inomhushall för bandy. Arenan invigdes den 20 oktober 2007 och är hemmaplan för Tillberga IK Bandy och Västerås SK Bandyklubb. Inomhushallen är Sveriges största bandyhall. Den är en ersättning för den gamla Rocklunda bandystadion, som invigdes den 2 december 1956 och som då var världens första konstfrusna bana med bandymått. Den gamla anläggningen utsågs till Årets bandyarena i Sverige år 1991, 1992, 1994 och 2001. Publikrekordet på den gamla bandystadion är på 14 608, från SM-finalen mellan Västerås SK och Sandvikens AIK 1990.
I december 1951 meddelade Västerås stads idrottsstyrelse att Arosvallens stora bana inte skulle få användas för bandyspel kommande säsong, vilket i stället endast skulle ske på sandplanen.  Efter ett möte med Västerås SK enades man om att Arosvallens stora plan skulle spolas upp kommande säsong, och att en konstisbana snarast skulle byggas. Medan bygget pågick fick Västerås SK dock spela sina hemmamatcher på sandplan. Ett demonstrationståg hölls. Den 31 maj 1956 klubbade Västerås stadsfullmäktiges ordförande Gösta Sjöberg igenom beslutet om en konstisbana i Västerås, för en beräknad kostnad av 1 065 000 SEK, och han höll invigningstalet då Rocklunda bandystadion slutligen invigdes den 2 december 1956 med match i regn inför 4 000 åskådare där Sveriges bandylandslag slog Västmanlands länslag med 3-1 i en uppvisningsmatch.
Bandyhallen invigdes med en vänskapsmatch för herrar inför cirka 8 000 åskådare, där Sveriges herrlandslag i bandy slog "Västerås Allstars" med 13-6 (5-3).
Bredvid bandyhallen ligger Hakonplan som är en konstfryst utomhusplan för bandy. Hakonplan är främst avsedd för träning men är godkänd för spel ändå upp på Allsvensk nivå. Planen är döpt efter Hakon Swenson, grundare till Hakonbolaget 1917 och som senare var med att bilda ICA, 1938 i Västerås.
ABB Arena Syd samt Hakonplan var huvudspelplatser för VM i bandy för herrar 2009.

## Ishockeystadion
ABB Arena Nord är hemmaplan för VIK Västerås HK och VIK Västerås Hockey Klubb Ungdom. ABB Arena Nord invigdes 2007 på samma plats som den gamla Rocklundahallen, vilken invigdes 1965. Som komplement till ABB Arena Nord finns ytterligare en mindre inomhushall, Mimerhallen, samt en utomhusrink, månskensrinken, som dock har tak och väggar på tre sidor. Mimerhallen är i huvudsak en isträningshall för ungdomshockey och konståkning. I ABB Arena Nord arrangerades VM-slutspelet i Dam-VM i december 2009, då med en publikkapacitet på 5000 åskådare.

## Fotbollsstadion
Fotbollsstadion heter sedan april 2020 Iver Arena. Den anlades 2008 med namnet Swedbank Park och döptes om 2016 till Solid Park Arena. Stadion har en publikkapacitet på 7 000 personer och planen har uppvärmt konstgräs som används även på vinterhalvåret. Planen är hemmaarena för bland annat Västerås SK Fotboll A-lag (herrar).
Inom Rocklunda IP finns ytterligare 10 st 11-manna gräsplaner, 16st 7-manna gräsplaner och en 11-manna grusplan för fotboll. Här finns även en inomhushall för fotboll. Fotbollshallen gör det möjligt att spela (träna) året runt.

## Evenemangshall
Västerås Arena är en idrotts- och evenemangshall i norra delen av området. Den hette fram till och med 2019 Bombardier Arena. Den är hemmaplan för bland annat innebandylaget Västerås IB och handbollslaget IVH Västerås HK. Publikkapaciteten är 2000 åskådare. Arenan var en av arenorna under Dam-VM i innebandy i december 2009.

## Ridhus
Inom området finns ridhus och flera olika ridsporter utövas inom området.

## Motionsspår
I Rocklundaskogen finns sex motionsslingor på 1,25 km, 2,5 km, 3 km, 5 km, 10 km och 15 km. Dessa används för motionslöpning på sommaren och vintertid för skidåkning. I området används konstsnö, isskrap från isbanorna, för att preparera skidspåren. IFK Västerås skidsektion är en av klubbarna som använder motionsspåren för skidträning.

## Friskis&Svettis
På området finns en stor Friskis&Svettis anläggning. Lokalerna med två gympasalar, gym och spinncyklingsal invigdes 11 januari 2009.

## Övriga anläggningar
Inom Rocklunda IP utövas också baseboll och en plan för amerikansk fotboll finns här. Här finns också ett område för kastgrenar(friidrott) såsom slägga och diskus. I direkt anslutning till området finns Bellevuestadion som är en idrottsanläggning på 13 000 kvadratmeter. Här finns hallar för squash, tennis, badminton, bowling, gymnastik, bordtennis, styrketräning, bowling och innebandy.